# We Girls
We Girls (em coreano: 위 걸스; também estilizada WeGirls), é um girl group sul-coreano formado pela Aftermoon Entertainment em Seul, na Coreia do Sul.  O grupo estreou em 31 de agosto de 2018 com "On Air". 

## História

### Formação
We Girls foram anunciadas por meio de um site de crowdfunding chamado Makestar em 31 de outubro de 2017. Os participantes de Makestar puderam votar em qual das meninas seria a líder do grupo.  A formação inicial consistia em nove garotas: Jaina, Hyeni, Yehana, Woori, Vivian, Julie, Hal Park, Lina e Suha. 
Em 2017 e 2018, o grupo passou por várias mudanças de integrantes. Jaina, Woori, Vivian, Julie, Lina e Suha deixaram o grupo. Um novo membro Cindy foi adicionado, mas ela também deixou o grupo. Novos membros E.You, EunA, Ellie, JungA e Nina foram adicionados, elevando o número total de membros para seis.

### Estréia
We Girls estreou em 31 de agosto de 2018 com o mini-álbum On Air, composto por três faixas "We Go", "On Air" e "SelfieGram". O mini-álbum foi produzido pela House Rulez.  O álbum alcançou #43 na parada da Gaon Chart. Em 9 de outubro, elas lançaram um single chamado "Girls Wings Fly", que era uma versão de "On Air" para seus fãn club chamado "Wings".
O grupo promoveu seu mini-álbum no K-StageO! em Tóquio de 2 a 4 de novembro. Em 13 de julho de 2020, We Girls anunciou em seu Instagram que Ellia e Nina haviam deixado o grupo depois que seus contratos expiraram. 

## Membros
Integrantes atuais
- Yehana (예하나)
- Han JungA (한정아)

Ex-integrantes
- Ellie (엘리)
- Nina (니나)

- HaL (하엘)
- Hyeni (혜니)
- EunA (은아)
- E.You (이유)

## Discografia

### Extended plays
| Título | Detalhes do álbum                                                                                        | Melhores posições nas paradas | Vendas     |
| Título | Detalhes do álbum                                                                                        | KOR                           | Vendas     |
| ------ | --- | ----------------------------- | ---------- |
| On Air | - Released: August 31, 2018 - Label: Aftermoon Entertainment, Soribada - Formats: CD, digital download   | 43                            | - KOR: 704 |
| Ride   | - Released: September 6, 2019 - Label: Aftermoon Entertainment, NHN Bugs - Formats: CD, digital download | 48                            | - KOR: 343 |

### Singles
- "On Air" (2018)
- "Girls Wings Fly" (2018)
- "Ride" (2019)

## Prêmios

### KY Star Awards
| Ano  | Recebedora          | Nome do Prêmio                         | Data           | Ref.  |
| ---- | ------------------- | -------------------------------------- | -------------- | ----- |
| 2018 | "위걸스 (We Girls)" | 아이돌 유망주 부문 (Rising Star Award) | 26 de novembro | [ 8 ] |